# Lidová národní strana
Lidová národní strana (urdsky: عوامی نيشنل پارٹی, oficiálním názvem v angličtině: Awami National Party) je pákistánská levicově nacionalistická politická strana stojící v opozici vůči Parvízu Mušafarovi. Krédo strany zní: "Islám je naše víra, demokracie je naše kultura, provincionální autonomie je naše přesvědčení." Strana požaduje nenásilné prostředky boje, staví se za rovnost bez rozdílu třídy, rasy nebo víry.